# Damal jezik
Damal jezik (ISO 639-3: uhn; ostali nazivi su amung, amung kal, amungme, amuy, enggipiloe, hamung, oehoendoeni, uhunduni), transnovogvinejski jezik, jedini predstavnik skupine damal, kojim govori oko 14 000 ljudi (2000 S. Wurm) u regenciji Paniai u Irian Jayi, Indonezija.
Postoje četiri dijalekta: damal, amung, amongme i enggipilu.

## Vanjske poveznice
- Ethnologue (14th)
- Ethnologue (15th)